# 2023년 6월 그리스 총선거
2023년 6월 그리스 총선거는 2023년 5월 그리스 총선거에서 과반 정당이 없자 같은 해 6월 25일 다시 치러진 총선거이다. 선거 결과 본래의 최대 정당이던 신민주주의당이 획득한 의석 수를 더욱 늘렸고, 시리자 등 주요 야당들의 의석은 더 하락하였다. 한편 군소 정당인 극우파의 스파르타당과 니키, 극좌파의 자유의 항해가 새로 선거에 참여하여 의석을 획득하기도 하였다. 신민주주의당이 단독으로 과반을 달성함으로써 키리아코스 미초타키스 총리가 다시 정부를 구성하였다.